# Punk
För musikgenren, se punkrock.

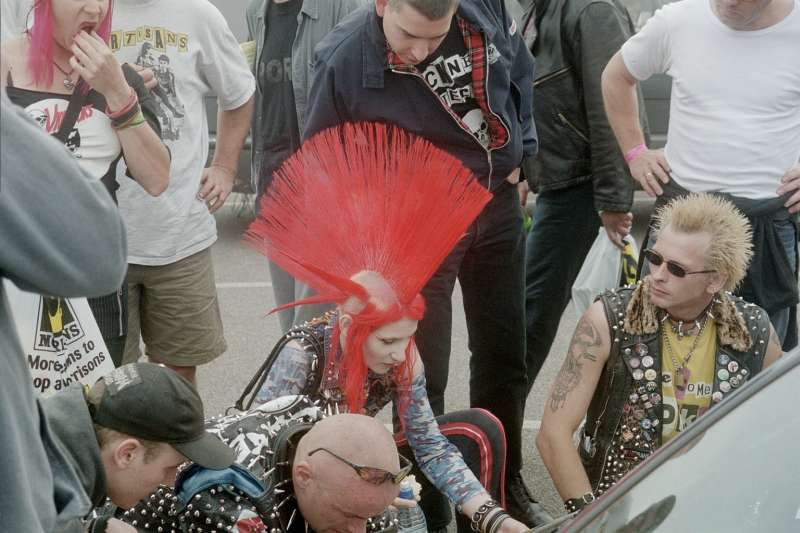
En grupp punkare.

Punk är en subkultur som uppstod under mitten av 1970-talet i Storbritannien, USA och Australien. Exakt var är omtvistat. Den är en proteströrelse mot allt kommersiellt: musik, kläder och frisyrer. Man gjorde allting själv och inga förkunskaper var nödvändiga. Det skulle synas/höras att det var hemmagjort. Musiken (känd som punkrock) är lättspelad, ofta aggressiv och präglas av en "gör det själv"-anda. Punken syftar i högre utsträckning än många andra subkulturer till att chocka och provocera samhället.
Namnet på genren kommer från amerikansk nedvärderande slang för "något värdelöst". Vid 1960-talets mitt kallades de långhåriga musikerna i den amerikanska och brittiskt inspirerade "garagerocksvågen" för punks och banden för punk bands, "ligistband".

## Historia
För punkens genombrott svarade The Ramones från New York. Även om de själva inte ville kalla sig ett punkband var de med sin extremt enkla och snabba musik (bland annat inspirerad av grupper som Velvet Underground, The Stooges, MC5, Patti Smith och The New York Dolls) antitesen till den dominerande glam- och symfonirocken. Ramones blev snabbt populära på hemmaplan och tillsammans med bland andra Television och Talking Heads var de tongivande på New Yorks alternativa musikscen. De blev även mycket inflytelserika i England efter några bejublade spelningar i London under juli 1976. 
Den brittiska varianten av punk var betydligt mer politisk och provocerande än dess amerikanska motsvarighet, mycket på grund av ett strikt klassamhälle och traditionella värderingar. I Storbritannien blev punk mycket mer än bara en ny musikgenre. Band som The Clash och framförallt Sex Pistols orsakade rabalder och avsky med sina vilda scenshower, ohejdade narcissism och chockerande beteende. Semi-situationisten Malcolm McLaren fungerade som manager. Rörelsen växte till ett fenomen som förändrade den brittiska populärmusiken i grunden. Ett utpräglat antimode och anarkism var kännetecknande. Idén var att sticka ut och provocera. Även nynazister har använt sig av bland annat punken för att förmedla sina budskap. Detta ska dock inte ses som något kännetecken för punken då punkens grundideologi helt skiljer sig från nazismen.
Den brittiska punkrörelsen nådde sin höjdpunkt under sommaren 1977 (ironiskt betecknad The Summer of Hate) och spred sig också vidare till andra länder i Västeuropa. I Sverige bildades bland andra grupperna The Pain, Ebba Grön, KSMB, Warheads och Urin i dess spår. Den snabba spridningen kan delvis förklaras med att det var lätt att lära sig spela. Fenomenet DIY ("Do It Yourself" = gör det själv) blev synonymt med punk - ungdomar startade på egen hand både band och tidningar på extremt enkla premisser och med inspirationen som enda drivkraft

## Efter 1978
Med början i det tidiga 1980-talet har punken upplevt flera så kallade "revivals". Ett otal subgenrer har dessutom utkristalliserat sig. Bland dessa kan nämnas trallpunk, hardcore, kängpunk, crust, oi!, ska-punk, punk revival, psychobilly, och skatepunk. Skillnaden mellan dessa musikstilar kan vara stor och namnen skiftande.